# Dmitrij Patruszew
Dmitrij Nikołajewicz Patruszew (ros. Дмитрий Николаевич Патрушев, ur. 13 października 1977 w Leningradzie) – rosyjski polityk, od 14 maja 2024 Zastępca Przewodniczącego Rządu Federacji Rosyjskiej (Wicepremier) – do spraw kompleksu rolnoprzemysłowego, zasobów naturalnych i ekologii; kurator Syberyjskiego Okręgu Federalnego. 
Bezpartyjny